# North and South
North and South és una minisèrie de televisió, estrenada per l'American Broadcasting Company el 1985, i basada en la trilogia homònima de John Jakes. La primera entrega en 1985, North and South, segueix sent la setena minisèrie més ben valorada de la història de la televisió. North and South: Book II (1986) va tenir una recepció similar, mentre que Heaven and Hell: North and South Book III (1994) va tenir una pobre acollida tant entre els crítics com entre l'audiència.

## Argument
La sèrie reflecteix la història dels Estats Units durant la segona meitat del segle xix, a través de dues sagues, els Hazard i els Main, encarnades per sengles joves, George i Orry, que traven amistat quan es coneixen en l'Acadèmia de Westpoint. No obstant això els avatars de la Guerra Civil estatunidenca els situen en bàndols oposats, perquè els Main són una família de propietaris sudistes, amb la seva plantació de cotó treballada per esclaus negres i els Hazard són una família d'industrials de Filadèlfia.

## Temporades
Es van gravar tres temporades coincidint amb els llibres que componen la trilogia:
- North and South (Nord i Sud). 561 minuts. 6 episodis, emesos entre el 3 i el 10 de novembre de 1985.
- Love and War, Book II (Amor i Guerra). 6 episodis, emesos entre el 4 i l'11 de maig de 1986.
- Heaven & Hell: North & South, Book III (Cel i Infern). 3 episodis, emesos entre el 27 de febrer i el 2 de març de 1994.

## Repartiment
| Personatge                   | North and South 1985         | North and South: Book II 1986 | Heaven and Hell: North and South Book III 1994 |
| ---------------------------- | ---------------------------- | ----------------------------- | ---------------------------------------------- |
| Orry Main                    | Patrick Swayze               | Patrick Swayze                | Patrick Swayze (Arxiu/No acreditat)            |
| George Hazard                | James Read                   | James Read                    | James Read                                     |
| Madeline Fabray LaMotte Main | Lesley-Anne Down             | Lesley-Anne Down              | Lesley-Anne Down                               |
| Constance Flynn Hazard       | Wendy Kilbourne              | Wendy Kilbourne               | Wendy Kilbourne                                |
| Virgilia Hazard Grady        | Kirstie Alley                | Kirstie Alley                 |                                                |
| Ashton Main Huntoon Fenway   | Terri Garber                 | Terri Garber                  | Terri Garber                                   |
| Brett Main Hazard            | Genie Francis                | Genie Francis                 | Genie Francis                                  |
| Elkanah Bent                 | Philip Casnoff               | Philip Casnoff                | Philip Casnoff                                 |
| Charles Main                 | Lewis Smith                  | Lewis Smith                   | Kyle Chandler                                  |
| Billy Hazard                 | John Samuels                 | Parker Stevenson              |                                                |
| Stanley Hazard               | Jonathan Frakes              | Jonathan Frakes               | Jonathan Frakes                                |
| Isabel Truscott Hazard       | Wendy Fulton                 | Mary Crosby                   | Deborah Rush                                   |
| Justin LaMotte               | David Carradine              | David Carradine               |                                                |
| Clarissa Gault Main          | Jean Simmons                 | Jean Simmons                  |                                                |
| Maude Hazard                 | Inga Swenson                 | Inga Swenson                  |                                                |
| Burdetta Halloran            | Morgan Fairchild             | Morgan Fairchild              |                                                |
| Congresista Sam Greene       | David Ogden Stiers           | David Ogden Stiers            |                                                |
| James Huntoon                | Jim Metzler                  | Jim Metzler                   |                                                |
| Salem Jones                  | Tony Frank                   | Tony Frank                    |                                                |
| Priam                        | David Harris                 | David Harris                  |                                                |
| Semiramis                    | Erica Gimpel                 | Erica Gimpel                  |                                                |
| Cuffey                       | Forest Whitaker              | Forest Whitaker               |                                                |
| Ned Fisk                     | Andrew Stahl                 | Andrew Stahl                  |                                                |
| Maum Sally                   | Olivia Cole                  |                               |                                                |
| Madam Conti                  | Elizabeth Taylor             |                               |                                                |
| Garrison Grady               | Georg Stanford Brown         |                               |                                                |
| Tillet Main                  | Mitchell Ryan                |                               |                                                |
| Ironworker                   | Ray Spruell                  |                               |                                                |
| Barman                       | Ronnie Stutes                |                               |                                                |
| Augusta Barclay              |                              | Kate McNeil                   |                                                |
| Rafe Baudeen                 |                              | Lee Horsley                   |                                                |
| Miles Colbert                |                              | Jimmy Stewart                 |                                                |
| Mrs. Neal                    |                              | Olivia de Havilland           |                                                |
| Rose Sinclair                |                              | Linda Evans                   |                                                |
| Capitán Thomas Turner        |                              | Wayne Newton                  |                                                |
| Coronel Hiram Berdan         |                              | Kurtwood Smith                |                                                |
| Ezra                         |                              | Beau Billingslea              |                                                |
| Teniente Stephen Kent        |                              | Whip Hubley                   |                                                |
| Hope Hazard                  |                              | Jennifer and Michele Steffin  | Mary Elizabeth McCae                           |
| Sam Trump                    |                              |                               | Peter O'Toole                                  |
| Adolphus                     |                              |                               | Rip Torn                                       |
| Cooper Main                  |                              |                               | Robert Wagner                                  |
| Judith Stafford Main         |                              |                               | Cathy Lee Crosby                               |
| Gus Main                     |                              |                               | Cameron Finley                                 |
| Running Wolf                 |                              |                               | Ted Thin Elk                                   |
| Gettys                       |                              |                               | Cliff De Young                                 |
| Jack Quinlan                 |                              |                               | Woody Watson                                   |
| Isaac                        |                              |                               | Stan Shaw                                      |
| Jane                         |                              |                               | Sharon Washington                              |
| Personatges històrics        |                              |                               |                                                |
| Personatge                   | Book I 1985                  | Book II 1986                  | Book III 1994                                  |
| Abraham Lincoln              | Hal Holbrook                 | Hal Holbrook                  |                                                |
| Mary Todd Lincoln            | Rachel Jakes (no acreditada) |                               |                                                |
| Ulysses S. Grant             | Mark Moses                   | Anthony Zerbe                 | Rutherford Cravens                             |
| Frederick Douglass           | Robert Guillaume             |                               |                                                |
| John Brown                   | Johnny Cash                  |                               |                                                |
| George B. McClellan          | Chris Douridas               |                               |                                                |
| George Pickett               | Cody W. Hampton              |                               |                                                |
| Tom "Stonewall" Jackson      | William Preston Daly         |                               |                                                |
| Jefferson Davis              |                              | Lloyd Bridges                 |                                                |
| Robert E. Lee                |                              | William Schallert             |                                                |
| Dorothea Dix                 |                              | Nancy Marchand                |                                                |
| Francis Cardozo              |                              |                               | Billy Dee Williams                             |
| Major Anderson               | James Rebhorn                |                               |                                                |

## Premis i nominacions
La minisèrie North and South va ser nominada i / o premiada amb molts premis diferents arreu del món, entre els quals els més significatius són:
| Any  | Premi                 | Resultat  | Categoria/Persona |
| ---- | --------------------- | --------- | --- |
| 1986 | Premis Globus d'Or    | Nominat   | David Carradine per Millor interpretació d'un actor de rol secundari en una sèrie, minisèrie o pel·lícula cinematogràfica feta per a TV (N&S1)     |
| 1986 | Premis Globus d'Or    | Nominat   | Lesley-Anne Down per Millor interpretació d'una actriu en paper de suport d'una sèrie, minisèrie o pel·lícula cinematogràfica feta per a TV (N&S1) |
| 1986 | Primetime Emmy Awards | Guanyador | Equip de vestuari per èxit destacat en vestit de minisèries o especials (N&S1, ep.4)                                                               |
| 1986 | Primetime Emmy Awards | Nominat   | Virginia Darcy per èxit destacat en pentinatt de minisèries o especials (N&S1, ep.1)                                                               |
| 1986 | Primetime Emmy Awards | Nominat   | Equip de maquillatge per èxit destacat en maquillatge de minisèries o especials (N&S1, ep.6)                                                       |
| 1986 | Primetime Emmy Awards | Nominat   | Bill Conti per Èxit excepcional en la composició musical per a una minisèrie o un especial (N&S1, ep.1)                                            |
| 1986 | Primetime Emmy Awards | Nominat   | Stevan Larner for Èxit excepcional en la fotografia per a una minisèrie o un especial (N&S1, ep.6)                                                 |
| 1986 | Primetime Emmy Awards | Nominat   | Equip de muntatge Èxit en l'edició de minisèries i especials - Producció Càmera única (N&S1, ep.4)                                                 |
| 1986 | Primetime Emmy Awards | Nominat   | Equip de so per Èxit en l'edició de so per a minisèries o especials (N&S1, ep.2)                                                                   |
| 1986 | Primetime Emmy Awards | Nominat   | Equip de Perruqueria per destacat assoliment en pentinat per a una minisèrie o un especia (N&S2, ep.1)                                             |
| 1986 | Primetime Emmy Awards | Nominat   | Robert Fletcher per Disseny de vestuari excepcional per a una minisèrie o un especial (N&S2, ep.1)                                                 |
| 1986 | Primetime Emmy Awards | Nominat   | Equip de so per Excepcional edició de so per a minisèries o especials (N&S2, ep.6)                                                                 |
| 1995 | ASC Award             | Nominat   | Don E. FauntLeRoy per ssoliment destacat de la fotografia en mini-sèries (N&S3, ep.3)                                                              |